# Przestrzeń Reinkego
Przestrzeń Reinkego – w anatomii człowieka zamknięta, szczelinowata przestrzeń w obrębie krtani, pod nabłonkiem fałdu głosowego. Jej zawartość ma konsystencję żelu tworzonego przez glikoproteiny i proteoglikany, nie zawierającego włókien kolagenowych, gruczołów ani naczyń chłonnych. Nie sięga do spoidła przedniego ani do tylnego odcinka fałdu głosowego. Ma znaczenie kliniczne w obrzęku Reinkego.